# Tatrikum

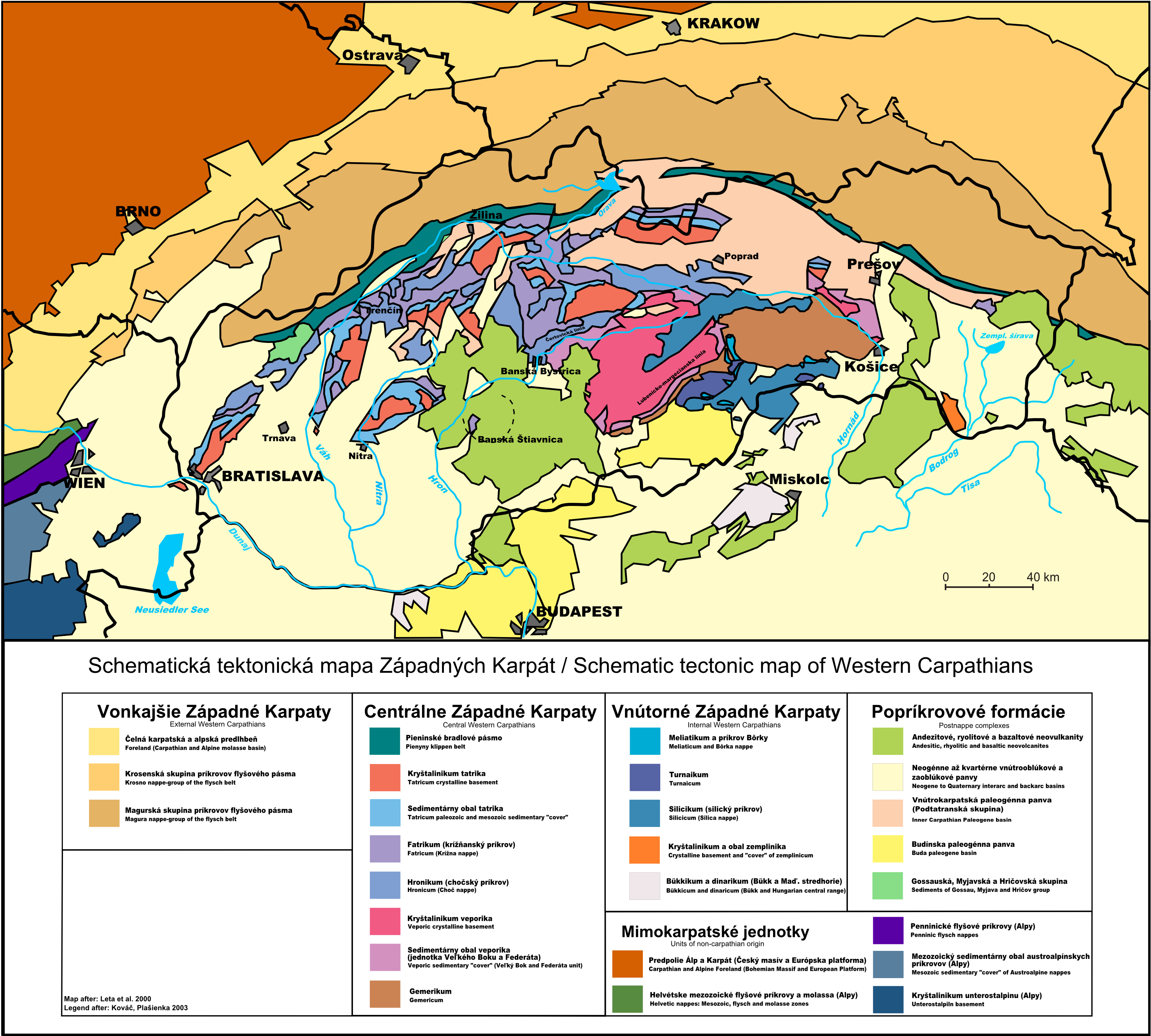
Tektonická mapa Západních Karpat

Tatrikum je nejspodnější obnažená tektonická superjednotka Centrálních Západních Karpat. Z hlediska pásmové stavby je jejich nejexternější jednotkou. Ve vztahu k na něj nasunutým celkům je chápáno jako relativně autochtonní jednotka. Krystalinikum tatrika spolu s obalovými sekvencemi a subtatranskými příkrovy tvoří pásmo jádrových pohoří, kde vystupuje v terciérních hrásťových strukturách Malých Karpat, Považského Inovce, Tribeče, v Strážovských vrších, Žiaru, Malé a Velké Fatře, Tatrách a Ďumbierskych Tatrách.
Tatrikum podle dnešních představ nemá plně porovnatelný ekvivalent ve Východních Alpách, avšak jeho severní (vnější) část – tzv. infratatrikum může částečně připomínat unterostalpin, zejména semmerinský příkrov, od nějž se však odlišuje několika zvláštnosti, zvláště slabou alpinskou metamorfózou.
Označení tatrikum (u Dimitrije Andrusova původně tatridy) je odvozeno od prvních zkoumaných typových oblastí v Tatrách a ďumbierské části Nízkých Tater.

## Geologická stavba

### Strukturní pozice
Tatrikum je plošně nejvýznamnější tektonickou jednotkou Karpat na území Slovenska a největším celkem Centrálních Západních Karpat. Na seismických řezech má tvar deskovitého, asi 10 km silného, místy nahoru vyklenutého tělesa, které na jihu navazuje na fundament fatrika zakořeněný ve spodní kůře pod veporickým klínem. Na povrchu je rozhraním mezi tatrikem a veporikem násun označovaný jako čertovická linie. Předpokládá se, že v hloubce své severní části by mělo tatrikum překrývat oceánské komplexy váhika. Na povrchu jsou v této části pozorovatelné četné násuny na předpolí. Vnější (severní) část tatrika je označována jako infratatrikum. Tatrikum na východě i na západě postupně vykliňuje. Původně tvořilo souvislou oblast, během třetihor však bylo postiženo zlomovou tektonikou, která způsobila poklesy některých ker a tím vznik pánví Západních Karpat.
V některých pohořích je stavba tatrika zkomplikována dílčími násuny a převrácenými vrásami (např. Malé Karpaty, Považský Inovec, Tatry, Tríbeč).

### Fundament
Celek tatrika sestává z komplexů hornin krystalinického fundamentu předalpinského stáří a jeho mladopaleozoického až mezozoického sedimentárního obalu. Krystalinikum tvoří granitoidy a metamorfity, hlavně ruly a migmatity, méně amfibolity, svory a fylity. Převažují granitoidy, z přeměněných hornin jejich středním až vyšším stupněm přeměněné variety. Všeobecně se usuzuje, že krystalinikum tatrika bylo konsolidováno během hercynské orogeneze intruziemi granitů a výraznou metamorfózou, která setřela znaky starších magmatických a usazených hornin.
Granitoidy tatrika sestávají ze tří hlavních typů:
- devonské resp. až kambrické granitoidy přeměněné během hercynské orogeneze na ortoruly
- spodněkarbonské peraluminózní kolizní mezohercynské granity S-typu (např. bratislavský a bojnianský masiv)
- svrchněkarbonské granitoidy I-typu, zastupují hlavně granodiority a tonality

Při hercynském vrásnění byly příkrovy krystalinika přesouvány přibližně ze severu na jih, což mělo za následek, že horninové komplexy, které se nacházely více na severu byly více postiženy metamorfózou. V prostoru tatrika po této orogenezi následoval ve spodním karbonu výzdvih a eroze vzniklého horského řetězu.

### Obalové jednotky
Nad krystalinikem leží většinou druhohorní (mezozoická) souvrství označovaná jako obalové jednotky tatrika. V jednotlivých pohořích má obal svá specifika a označuje se lokálně podle názvů pohoří. Všeobecně se však na základě mezozoického (hlavně jurského) sledu vyčleňují dva typy sukcesí: hlubokovodní – šiprúňská a mělkovodní – vysokotatranská.

#### Vrchní paleozoikum až trias
V některých pohořích, hlavně z Považského Inovce a Malé Fatry jsou zachovány místy i více než 500 m mocná mladopaleozoická (karbonská a hlavně permská) vulkanoklastika a sedimenty (v Považském Inovci označovaná jako kálnická skupina). Permské sedimenty jsou ještě častější a nacházejí se i v Malých Karpatech a Tatrách (devínské a meďodolské souvrství). Mezozoická sedimentace je společná pro všechny oblasti tatrika. Začala ve spodním triasu – skytu, terigénními pískovci (hlavně křemenci) lúžňanského souvrství. Nad nimi nebo v rámci nich leží werfénské břidlice, po jejichž uložení nastoupila karbonátová sedimentace (v anisu – gutensteinské vápence, v ladinu až karnu – ramsauské dolomity). Ve svrchním triasu – noriku sedimentovalo lagunární jílovcové až písčité souvrství karpatského keupru. V rétu je možno většinou pozorovat hiát nebo dokonce terestrické sedimenty tomanovského souvrství, pouze místy se vyskytují mělkovodní organodetritické až biohermní vápence. Tyto horniny však byly často oderodovány při svrchnějurském riftingu.

#### Spodní jura až spodní křída šiprúnského typu
Od spodní jury je možné rozčleňovat dva sedimentační vývoje. Vyjadřují rozpad kontinentu, který vznikl při hercynském vrásnění. Rifting, tedy rozpad Pangey měl na území dnešních Západních Karpat za následek vznik vyzdvižených (mělčí pánve nebo eroze) a pokleslých prostorů (hlubší pánve). Sedimentární záznam začíná v hlubokovodním sledu (hlubších pánvích) krinoidovými a písčitými vápenci s rohovci (trlenského souvrství) v hetanži a sinemuru. Mladší pliensbachsko-toarské allgäuské souvrství tvoří slínovce (fleckenmergel) a nadložními křemitými spikulity, označovanými jako „křemitý fleckenmergel“, které jsou aalenského stáří. V jejich nadloží se nacházejí střednějurské (bajok až oxford) radiolariové vápence až radiolarity ždiarského souvrství a hlíznaté vápence adnetského souvrství. Ve svrchní juře začaly převládat v obou oblastech aptych-sakokómové vápence (kimmeridž) a v nejvyšší juře kalpionelové vápence (tithon). Spodněkřídová sedimentace pokračovala tmavým slínovcovým lučivnianským souvrstvím. Na rozhraní jury a křídy probíhal v Západních Tatrách i limburgitový (alkalicko bazaltový) vulkanismus, který nebyl dokumentován v jiných částech tatrika. V hlubších oblastech převládala sedimentace slínovitých vápenců s rohovci, která postupně přecházela do porubského souvrství, které tvořily vápnité pískovce, až břidlice lokálně i brekcie a slepence obsahující klasty exotických hornin. Porubské souvrství představovalo synorogénní sedimenty, které se usazovaly v předpolí pohybujících se násunů v interních částech orogénu. Sedimentace na většině území skončila ve střední křídě v cenomanu, jen lokálně v Tatrách a Velké Fatře přetrvávala až do spodního turonu. Po tomto období se na tatrikum poměrně rychle nasunuly příkrovy fatrika a vzápětí i hronika.

#### Spodní jura až spodní křída vysokotatranského typu
Mělkovodní sled se vyznačuje delším obdobím eroze nebo hiátem. Mělkovodní sledy jsou v důsledku velkých odlišností mělkovodní sedimentace často poměrně variabilní. Ve Vysokých Tatrách sedimentace na začátku jury pokračovala pískovci a písčito-krinoidovými vápenci. V některých jiných pohořích, např. v Malých Karpatech tvoří nejstarší jurské sedimenty až svrchněkřídové (bajocko-batské) krinoidové vápence (trlenské a hierlatzské souvrství). Nad nimi je možné najít pelitomorfní nebo hlíznaté vápence, které sahají až do nejsvrchnější jury. Místy se v kimmeridži a tithonu usadily i sakokómové vápence. V mělkovodních oblastech ve spodní křídě dále sedimentovaly organodetritické urgonské vápence (mělkovodní biodetritické). Podobně jako v hlubokovodní sukcesi byla sedimentace zakončena turbiditovým porubským souvrstvím.